# Macrocera ezoensis
Macrocera ezoensis är en tvåvingeart som beskrevs av Toyohi Okada 1937. Macrocera ezoensis ingår i släktet Macrocera och familjen platthornsmyggor. Inga underarter finns listade i Catalogue of Life.